# Пашинин, Павел Павлович
Павел Павлович Пашинин (1 мая 1935 — 18 декабря 2020) — советский и российский физик, доктор физико-математических наук, профессор (1984), член-корреспондент Российской академии наук (31 марта 1994) по специальности «физика», отделение общей физики и астрономии. Лауреат Государственной премии СССР (1985). Главный научный сотрудник Института общей физики имени А. М. Прохорова РАН. Область научных интересов — лазерная физика.
Скончался 18 декабря 2020 года. Похоронен в Москве на Хованском кладбище (участок 219).

## Последние публикации
- Абросимов С. А., Бажулин А. П., Большаков А. П., Конов В. И., Красюк И. К., Пашинин П. П., Ральченко В. Г., Семенов А. Ю., Совык Д. Н., Стучебрюхов И. А.,Фортов В. Е., Хищенко К. В., Хомич А. А. Генерация отрицательных давлений и откольные явления в алмазе под действием пикосекундного лазерного импульса // Квантовая электроника. — 2014. — Т. 44, № 6. — С. 530—534.
- Ильичев Н. Н., Пашинин П. П., Гулямова Э. С., Буфетова Г. А., Шапкин П. В., Насибов А. С. Линейное и нелинейное пропускание кристалла ZnSe, легированного Fe2+, на длине волны 2940 нм в диапазоне температур 20 – 220 °С // Квантовая электроника. — 2014. — Т. 44, № 3. — С. 141—144.
- Великанов С. Д., Данилов В. П., Захаров Н. Г., Ильичев Н. Н., Казанцев С. Ю., Калинушкин В. П., Кононов И. Г., Насибов А. С., Студеникин М. И., Пашинин П. П., Фирсов К. Н., Шапкин П. В., Щуров В. В. Лазер на кристалле ZnSe:Fe2+ с накачкой излучением нецепного электроразрядного HF-лазера при комнатной температуре // Квантовая электроника. — 2014. — Т. 44, № 2. — С. 141—144.